# PPD-40
PPD (rus. Пистолет-пулемёт Дегтярёва; Pistolet-Pulemyot Degtyaryova) je sovjetski automat koji je izvorno dizajniran 1934. godine. PPD ima konvencionalni drveni kundak te mogućnost odabira moda paljbe.

## Povijest
Automat je u Sovjetskom Savezu razvio dizajner Vasilij Degtiariov 1934., a puška je bila kopija njemačkog automata Bergmann MP 18. PPD je koristio tada novi kalibar streljiva 7.62x25mm Tokarev namijenjen pištoljima Tokarev TT-33. Samo streljivo temeljilo se na njemačkom kalibru 7.63x25mm Mauser kojeg su koristili pištolji Mauser C96.
Osim klasičnog okvira s 25 metaka, PPD je koristio i bubanj-okvir koji je kopija bubanj-okvira s finskog automata Soumi M-31 SMG.
Prvi model automata - PPD-34 ulazi u uporabu sovjetske Crvene armije 1935. iako nije proizveden u velikim količinama. PPD-34 su osim vojske koristile snage NKVD-a (preteča KGB-a) i granična služba. 1938. i 1940. na automatu su provedene manje modifikacije i izmjene, a kao rezultat toga nastali su PPD-34/38 i PPD-40. Međutim, model PPD-40 bio je previše kompliciran i skup za masovnu proizvodnju te je korišten u početnim fazama Drugog svjetskog rata. Nakon toga, PPD-40 je krajem 1941. zamijenjen superiornijim i jeftinijim PPSh-41. Ukupno je proizvedeno oko 90.000 primjeraka PPD-a.
Finske vojne snage koristile su PPD tokom Zimskog rata i Nastavljenog rata. U vrijeme tih ratova, u Finskoj su automat koristili obalna straža i domovinska garda. Završetkom ratova PPD je čuvan kao rezervno oružje sve do otprilike 1960.
I njemački Wehrmacht koristio je PPD automate nakon što su ga uzeli kao "ratni plijen". Modeli PPD-34/38 i PPD-40 korišteni su pod nazivima (njemačkom klasifikacijom) MP.715(r) i MP.716(r).

## Vanjske poveznice
- Osnovne informacije o PPD-34 i PPD-40  Arhivirana inačica izvorne stranice od 19. rujna 2011. (Wayback Machine)
- ППД-1934\38\40 - PPD-34, PPD-38 i PPD-40
- Finnish Army Submachine Guns